# Panilla melanosticta
Panilla melanosticta là một loài bướm đêm trong họ Erebidae.